# Ясуда (дзайбацу)
Ясуда (яп. 安田財閥 Ясуда дзайбацу) — дзайбацу, существовавшее в Японии до окончания Второй мировой войны. Финансовый конгломерат входил в четвёрку крупнейших дзайбацу Императорской Японии и контролировался кланом Ясуда. После капитуляции в 1945 году был расформирован оккупационной администрацией.

## Основание
Ясуда Дзэндзиро переехал в Эдо в 17 лет и начал работать в обменной конторе. Разбогател он на обмене бумажных денег на золото, когда правительство начало осуществлять таковой. В 1876—1880 годах Ясуда открыл два банка, а затем занялся страховым бизнесом. Сегодня всё еще существует наследница этих усилий — компания Meiji Yasuda Life Insurance.

## В XX веке
В 1913 году банк Ясуда поглотил несколько более мелких. Получившийся в результате банк стал крупнейшим из всех принадлежащих дзайбацу. В 1921 году основатель дзайбацу был убит после того, как отказался сделать пожертвование в пользу националистов. Дела перешли к его сыну Дзэнносукэ Ясуде. К 1928 году по общему капиталу Ясуда был третьим конгломератом в стране, уступая только группам Мицуи и Мицубиси. В 1942 году, во время войны, глава дзайбацу Хадзимэ Ясуда (1907—1991) объявил о его консолидации, что соответствовало чаяниям японского правительства.

## Интересный факт
- Йоко Оно происходит из клана Ясуда[источник не указан 366 дней]